# Love Me Like You Do – Aus Schicksal wird Liebe
Love Me Like You Do – Aus Schicksal wird Liebe (Originaltitel: Jackie & Ryan) ist ein US-amerikanisches romantisches Filmdrama aus dem Jahr 2014 von Ami Canaan Mann, die auch das Drehbuch schrieb. Der Film hatte bei den Internationalen Filmfestspielen von Venedig 2014 Welturaufführung. Die Hauptrollen spielen Katherine Heigl und Ben Barnes.

## Handlung
Der wohnungslose Straßenmusiker Ryan Brenner bekommt die Chance, im Tonstudio eines Freundes in Portland seine Musik aufzunehmen. Auf der Durchreise möchte er seinen Freund „Cowboy“ besuchen, doch er erfährt von dessen Frau Virgina, dass „Cowboy“ wieder durch das Land reist, um Musik zu machen. Als Ryan weiter reisen möchte, lernt er die ehemalige Sängerin Jackie Laurel kennen, als diese von einem Auto angefahren wird. Gemeinsam mit dem Fahrer des Wagens bringt Ryan Jackie nach Hause zu ihrer Mutter Miriam, wo sie seit der Trennung von ihrem Mann lebt. Zum Dank lädt Jackie ihn zum gemeinsamen Abendessen mit ihrer Mutter und ihrer Tochter Lia ein. Die beiden freunden sich an und Jackie bietet ihm an, bei ihr zu übernachten, was Ryan annimmt.
Am nächsten Tag entdeckt Ryan, dass das Dach von Miriams Haus undicht ist und beschließt länger zu bleiben, um es zu reparieren. Jackie bereitet sich währenddessen auf einen Sorgerechtsstreit mit ihrem Mann vor, der das alleinige Sorgerecht für Lia einklagen will. Um sich einen Anwalt leisten zu können, verpfändet sie ihren Schmuck und beschließt, ihre New Yorker Wohnung zu verkaufen.
Jackie und Ryan besuchen gemeinsam mit Miriam und Lia eine Musikveranstaltung, bei der Jackie mit ihrer Tochter auftritt. Nach dem Auftritt kommen sich Jackie und Ryan näher.
Ryan erfährt, dass sein Freund „Cowboy“ verstorben ist. Nach der Beerdigung beschließt er, seine Reise fortzusetzen. Jackie schenkt ihm zum Abschied eine neue Gitarre. Ryan erreicht sein Reiseziel und nimmt seine Musik im Tonstudio auf, unter anderem auch ein selbstgeschriebenes Lied über Jackie. Anschließend kehrt er zu ihr zurück und die beiden werden ein Paar.

## Hintergrund und Veröffentlichung
Die Dreharbeiten fanden 2014 in Utah statt und dauerten 20 Tage.
Der Film feierte seine Premiere am 30. August 2014 bei den Internationalen Filmfestspielen von Venedig, wo er für den „Venice Horizons Award“ nominiert war. In Deutschland wurde er am 20. Mai 2016 direkt auf DVD und Blu-ray veröffentlicht.

## Rezeption
Der Film erhielt überwiegend gemischte bis positive Kritiken. Bei Metacritic erhielt der Film einen Metascore von 55/100 basierend auf 15 Rezensionen, bei Rotten Tomatoes waren 67 Prozent der 21 Rezensionen positiv.
Der Filmdienst meint Love Me Like You Do sei ein „angenehm gelassener Liebesfilm“, der vom „Konflikt zwischen künstlerischer Passion und materiellen Notwendigkeiten sowie dem Umgang mit dem Scheitern von Lebensträumen“ handle. Weiter heißt es, es gäbe „durchaus Zugeständnisse an Hollywood-Melodramen“, jedoch erweise sich der Film „als bemerkenswert widerborstig gegen Klischees“.